# Bebådelse (kortfilm)
Bebådelse är en svensk dramakortfilm från 2009 i regi av Jonas Moberg. I rollerna ses bland andra Evin Ahmad, Mina Azarian och Thomas Hellberg. Filmen handlar den unga muslimska tjejen Maryam, som är gravid trots att hon – så långt hon kan minnas – aldrig haft samlag.

## Medverkande
- Evin Ahmad - Maryam
- Mina Azarian - Maryams mamma
- Thomas Hellberg - Thomas
- Lukas Loughran	Prästen
- Bahar Pars - Fatima